# Buenos presagios
Buenos Presagios (1990) es una novela escrita por Terry Pratchett y Neil Gaiman. Buenos Presagios es una comedia de tono irónico sobre el tema de la encarnación del anticristo, el Apocalipsis inminente y la eterna discusión sobre el equilibrio entre el bien y el mal. La novela quedó en el puesto 68 de la encuesta de popularidad "The Big Read" realizada en el 2003 por la BBC.

## Argumento
La única profeta acertada de la historia, Agnes la Chalada, publicó en el siglo XVII un libro de profecías: "Las buenas y acertadas profecías de Agnes la Chalada", que sería un fracaso editorial pero en el que consignó con toda exactitud el momento del fin de los tiempos. Este fin está cerca. El anticristo se ha encarnado y pronto los ejércitos celestiales e infernales librarán la gran batalla.
Mientras tanto, los delegados de ambos bandos en la tierra: el ángel Azirafel y el demonio Crowley han pasado ya demasiado tiempo en la tierra y se han humanizado lo suficiente como para que esta noticia no sea de su agrado. Para sorpresa de ambos han descubierto además, que se comprenden mucho mejor el uno al otro que sus respectivos jefes. En un intento por evitar el fin de la humanidad como daño colateral de la batalla, deciden tutelar al anticristo, aún niño, para influir sobre sus futuras decisiones.
Sin embargo, un intercambio de bebés hará que Warlock, el niño que todos creen el anticristo resulte ser perfectamente humano y normal. Mientras que la encarnación del mal, Adán, es educado por una familia inglesa común y corriente.
Adán, inconsciente de sus poderes, irá modificando de manera involuntaria su entorno para adaptarlo a sus deseos. Estos resultan ser de índole protectora, defensores de una forma de vida tranquila, sana e incluso ecológica. Aunque estas modificaciones acabarán siendo exageradas y provocarán todo tipo de situaciones inverosímiles y desastrosas.
Paralelamente, los ejércitos en disputa enviarán delegados a la tierra, los cuatro jinetes del apocalipsis se pondrán en marcha (aunque en forma de moteros con el nombre de los Ángeles del Infierno y con la ausencia de Peste que es sustituido por Polución después de que se produjera el descubrimiento de la penicilina), cazadores de brujas intentan ejercer su trabajo del mejor modo y la última descendiente de Agnes la Chalada, Anatema Device, intenta descifrar su destino y el de todos, siguiendo una copia que existe del libro de profecías de su antepasada.

## Personajes
Adan Young: El Adversario, Destructor de Reyes, Ángel del Pozo sin Fondo, Bestia a la que llaman Dragón, Príncipe de Este Mundo, Padre de las Mentiras, Vástago de Satán y Señor de las Tinieblas. Conocido por sus amigos como Adán Young. El hijo de Lucifer, quien llegó a la tierra para desatar el apocalipsis. Pero Azirafel, Crowley y una descabellada monja enredan la situación de forma que termina viviendo no como el hijo de un poderoso político, sino como un muchacho común y corriente en la ciudad de Tadfield Inglaterra. Físicamente es descrito como un adonis en ropa de calle, solo delata su naturaleza demoníaca, la cual él desconoce, por su total ausencia de aura. Es un muchacho vital y travieso, inspirado en los libros infantiles clásicos vive de forma despreocupada, amando su ciudad y jugando con su pandilla.
Azirafel: Ángel guardián de la puerta del este del jardín del Edén y portador de una espada de fuego, la cual regala a Adán y Eva para que se protejan cuando son expulsados. Posterior a la primera ofensa se queda en la tierra como observador del cielo. A medida que pasan los siglos comienza una amistad con Crowley que en la actualidad los lleva a cuestionar las decisiones de sus señores y planificar una agenda paralela que evite la destrucción del mundo. Le apasionan los libros, (especialmente antiguos); especializándose en libros proféticos, de los cuales posee primeras ediciones firmadas por sus autores, siendo su mayor fascinación Las buenas y Acertadas profecías de Agnes la chalada, del cual nunca ha podido obtener una copia.
Crowley: Ángel caído, único en su tipo. Originalmente se llamaba Crawly (nótese que 'crawl' significa arrastrarse en inglés), pero cambió este nombre ya que no iba con su personalidad. Fue la serpiente que tentó a Eva y siempre ha desconfiado de este suceso ya que le parecen sospechosas la verdaderas intenciones de Dios al prohibir algo tan evidentemente inocente y tentador. Hedonista, amante de la clase y poseedor de las más verdeantes plantas de Londres, y de un antiguo Bentley; ve el fin de su festivo estilo de vida en el apocalipsis, por lo que diseña un plan junto a Azirafel para evitar que la naturaleza oscura del anticristo despierte e inicie el apocalipsis.
Newton Pulsifer: Un joven bastante despistado y tan apasionado con la mecánica y electrónica como inepto a la hora de practicarla. En un intento por hacerse hombre se une al ejército cazabrujas, creyéndolo una institución militar, desgraciadamente se encontró con el Sargento Shadwel y sus manías. En un intento de tener un día de descanso viaja a Tadfield, involucrándose en el centro mismo de los eventos que desembocarán en el apocalipsis y conociendo a Anatema, una extraña muchacha que parece saber mucho sobre su pasado. Es descendiente de No cometerás adulterio Pulsifer, integrante del ejército caza brujas en los tiempos de la inquisición y ejecutor de Agnes la chalada.
Anatema Device: Una joven residente de Tadfield que se dedica al ocultismo y la brujería. Sus padres no sabían mucho de religión y cuando leyeron la palabra 'anatema' en un libro les pareció un nombre bonito. Estudiando las líneas de fuerza en el pueblo en que reside, se ha dado cuenta de que algo extraño sucede, pero en general su información se basa en Las buenas y Acertadas profecías de Agnes la chalada, al punto de declararse descendiente profesional. Desde la muerte de Agnes, la familia ha contado con el libro como preparación y anticipo de los sucesos venideros, al punto que actualmente Anatema muestra una dependencia casi adictiva a las predicciones, de forma que no hace nada jamás sin consultar si lo dicen las profecías o no.
Sargento Shadwell: Es el único líder del actual Ejército Cazabrujas (otrora una numerosa organización) a pesar de poseer el grado de Sargento. Excéntrico y abigarrado, su vida gira alrededor de la cacería de brujas, llegando al punto de hacer preguntar a la gente sobre el número de sus pezones.
Madame Tracy: Vecina del sargento Shadwell, ganándose la vida en la profesión que éste define como una "Jezabel pintarrajeada" (prostituta), aunque solo lo hace por las mañanas (y los jueves a convenir). Aunque el anciano cazabrujas la insulta y trata despectivamente ella siente gran aprecio y simpatía por él, preocupándose constantemente por su bienestar y salud. Además de encargarse de preparar la comida de los domingos al Sargento Shadwell, hace las veces de médium. 
Pepper: En los Ellos, la pandilla de amigos de Adan, es la visión femenina de las cosas, hasta el punto de llegar a parecer una feminista acérrima. En la batalla contra los cuatro jinetes enfrenta y derrota a Guerra.
Wensleydale: es uno de los amigos de Adan, pertenece a los Ellos. Un nino de cabello claro, ondulado y gafas de montura negra. Siempre habla con un pretencioso aire de suficiencia y actitud seria. Todo el mundo sospechaba que se llamaba Jeremy, pero nadie empleaba ese nombre, ni siquiera sus padres, que le llamaban Jovencito con la esperanza de que cogiera la indirecta ya que da la impresión de haber nacido con una edad mental de cuarenta y siete años. En la batalla contra los cuatro jinetes enfrenta y derrota a Hambre.
Brian: es uno de los amigos de Adan, pertenece a los Ellos. En cierto sentido es el más normal del grupo, aunque eso no lo hace menos travieso que sus amigos. En la batalla contra los cuatro jinetes enfrenta y derrota a Polución.
Culogordo Johnson El matón del colegio de Adan, jefe de la pandilla de los Johnsonitas y por lo tanto enemigo de los Ellos. Descrito como el niño gigante y lento que hay en todos los colegios y que usa la misma talla de ropa que su padre. Sus malas calificaciones no se deben a que sea tonto sino a que nada le interesa y su fuerza es tal que el papel se rompe entre sus dedos, los lápices se hacen añicos al tomarlos y los niños con que intentaba jugar acababan heridos al descuidarse; por ello Johnson se convirtió en matón por falta de opciones razonando que era mejor ser matón por decisión propia que por incompetencia. En realidad es un niño triste y más grande de lo normal que solo se apasionaba por su colección de peces tropicales que mantenía en secreto ya que no encajaba en el estereotipo del matón. Se revela que en realidad no solo es adoptado, sino que se trata del genuino hijo biológico del político que debía ser reemplazado por Adán y que por el embrollo causado acabó como hijo de la familia Johnson.
Guerra: Uno de los jinetes del apocalipsis y miembro de los 'auténticos Hells Angels'. Vive en el mundo humano como Carmine Zuigiber, corresponsal de guerra del National World Weekly, también como traficante de armas o cualquier labor que le ayude a estar en medio de los conflictos, los cuales solo con su presencia se agravan desproporcionadamente.
Hambre: Jinete del apocalipsis y auténtico Hell Angel. Vive en el mundo humano como el Dr. Sable Cuervo, escribe libros con métodos para adelgazar y posee una cadena de comida rápida donde vende comida rápida de su invención que carece completamente de aporte nutricional, por lo cual a la vez que los hace engordar los mata de desnutrición.
Polución: Jinete del apocalipsis. Ocupa el lugar que Peste dejó tras renunciar al inventarse la penicilina (y no prever oportunidades futuras en cuanto a enfermedades se refiere). Su nombre humano es Yeso Blanco y suele vestir ropa blanca, cuando se presenta en algún lugar este se llena de suciedad y contaminación.
Muerte: Se trata de un motorista alto, de voz extraña y ojos que bien podrían ser estrellas distantes. También es Azrael, el ángel de la muerte. No posee una identidad humana ya que dice que está siempre presente por lo que no lo necesita. Hacia el desenlace del libro señala no solo que no puede ser destruido ya que se trata de una fuerza primordial más allá de la naturaleza humana, también insinúa que es la única entidad incluso en el cielo que conoce en que consiste realmente el plan inefable.
Perro: Un satánico sabueso infernal y terror de los gatos. Es enviado desde el infierno para obedecer incondicionalmente a Adán Young y auxiliarlo a desatar el apocalipsis. Originalmente era un mastín enorme que babeaba veneno y poseía una forma impensable para los seres vivos; su único objetivo es servir a Adán y cumplir todas sus órdenes, por ello se vio obligado a asumir la forma de un pequeño y simpático sabueso ya que era el tipo de mascota que el niño deseaba y ya que la leyes de la naturaleza dictan que todo espíritu es influenciado por el contenedor físico que lo define en poco tiempo perdió el interés en aterrorizar con miradas amenazantes o gruñidos aterradores, comenzó a encontrar insípidas las almas torturadas y se encontró disfrutando de cosas como perseguir ardillas, buscar pelotas o acosar juguetonamente a gatos viejos y amargados.

## Autoría
Fueron los mismos Pratchett y Gaiman, que se conocían desde 1985, quienes decidieron colaborar en una novela. Según Gaiman, la historia comenzó como una parodia de los libros de Richard Crompton titulados William the Antichrist, pero de a poco se despegó de la idea original.
Es inevitable para el lector conjeturar acerca de la autoría de las distintas partes del libro. Si bien se percibe la influencia de ambos autores en el argumento y el transcurso del relato, la realidad es que la fusión es casi perfecta y la especulación sobre porcentajes de participación ha sido un tema repetidamente tratado desde la publicación del libro.
En torno a este punto, Gaiman haría las siguientes declaraciones:

Ambos vivíamos en Inglaterra cuando escribimos el libro. Podría decir, aunque ninguno de los dos lo hemos contado nunca, que Terry probablemente escribió en torno a 60.000 palabras y yo unas 45.000 de Buenos Presagios, a lo que hay que añadir que Terry participó más en el hilo argumental sobre Adan y los Ellos y yo, más en los argumentos tangenciales de la historia, salvo porque este plan fue abortado y cuando nos acercábamos al final intercambiamos personajes, con lo que al finalizar ambos habíamos escrito todos los personajes. Pero es que además entonces reescribimos y anotamos a pie de página cada uno el trabajo del otro y nos remangamos para ir de un borrador a otro y al final, ninguno de los dos estaba seguro de quién había escrito qué. Todo esto fue tramado con largas llamadas telefónicas y tuvimos que intercambiarnos disquetes por correo (y esto fue en 1988 cuando los disquetes eran bastante malos)
Neil Gaiman's Journal: Several days of unposted mailbag

Terry Pratchett también habló al respecto:

Creo que esta es una descripción honesta del proceso de escritura de Good Omens. Era bastante fácil organizarnos porque nos mandábamos disquetes constantemente, y como yo era el Guardián de la Copia Oficial puedo decir que escribí poco más de dos tercios de G.O. Neil y yo hablábamos por teléfono al menos una vez al día. Si tienes una idea cuando estás discutiendo varias con otra persona, ¿de quién es la idea entonces? Uno de los dos va y escribe 2000 palabras después de media hora al teléfono, ¿cuál es exactamente su proceso de escritura? Yo fui el que escribió la mayor parte del manuscrito porque: 

1- Tenía que hacerlo. Neil estaba ocupado con the Sandman, pero yo podía tomar un descanso de escribir Discworld.
2- Alguien tiene que ser el editor general, organizar la historia, unir y recortar partes, y como dije, acordamos que ese alguien fuera yo. Si se hubiera tratado de una novela gráfica, entonces el editor habría sido Neil, por las mismas razones por las que me tocó a mi al tratarse de una novela.
3-Soy egoísta e intentaba escribir por adelantado para llegar a las mejores escenas antes que Neil. 

Al principio yo me encargaba en su mayoría de Adam y de los Ellos, mientras que Neil escribía la mayor parte de los Cuatro Jinetes y el resto le tocaba a cualquiera de los dos. Al final muchas partes fueron escritas por un ente compuesto llamado "TerryyNeil", el que estuviera tipeando en el momento. Acordamos que Agnes Nutter, su vida y su muerte fueron idea completamente mía, y Neil está orgulloso de ser el responsable por los gusanos. Neil tuvo una influencia muy importante en las escenas del principio y yo en las del final. Al fin y al cabo, este es un libro escrito por dos tipos que dividieron equitativamente el dinero, que escribieron por diversión y que no lo harían de nuevo.
L Space – Words from the Master

### Best of Queen
Una broma recurrente a lo largo de la novela es que Crowley posee una gran colección de cintas de música clásica para oír en su automóvil, sin embargo cada vez que las reproduce descubre que los casetes que hay dentro de los estuches son alguna copia de Best of Queen (Lo mejor de Queen/Grandes éxitos de Queen), por lo que el personaje comenta al inicio del libro que “toda cinta que permanezca más de dos semanas dentro de un auto acaba convirtiéndose en una copia de Best of Queen”.
Aunque muchos lectores asumen erróneamente que es producto de algún poder sobrenatural del automóvil de Crowley, se trata simplemente de una broma basada en una observación social ideada por los autores, quienes en realidad señalan en la novela que esto sucede con cualquier persona y cualquier auto. En una entrevista para Comics Buyer's Guide, poco después del lanzamiento estadounidense de Buenos Presagios, Terry explicó que, según su teoría, cuando alguien está conduciendo por carretera a altas horas de la noche y no hay nada en la radio, suele detenerse en una gasolinera y revisar el estante de las cintas musicales; allí lo único remotamente decente son las cintas recopilatorias llamadas Best of Queen, así que compra una. Dos semanas más tarde las personas no pueden recordar cómo llegó allí esa cinta, repitiendo el proceso cada vez que realizan un viaje y ya que los conductores rara vez se toman la molestia de guardar una cinta donde corresponde, estos casetes acaban dentro de los estuches de algún otro artista y el dueño sólo lo descubre cuando los reproduce.

## Cambios en las distintas versiones
La edición estadounidense de Buenos Presagios sufrió numerosas alteraciones en el texto. La más significativa fue la adición de un capítulo final que aclaraba lo que había ocurrido con el personaje de Warlock, el chico que fue intercambiado con Adán. La edición estadounidense también agregó varias anotaciones que no existen en la edición británica original. 
Asimismo, en la edición de bolsillo hubo un problema con el número de letras: el Jinete del Apocalipsis Hambre (Famine) está en la Tierra con el nombre de Sable. Cuando se le entrega la balanza que ha de llevar en la batalla final, firma el albarán con "un nombre de seis letras. Suena como examine". Pues bien, en la edición de bolsillo, por alguna razón, donde pone "seis" pasa a poner "siete" letras.* 
Este error ha sido muy celebrado en Internet y hay un homenaje en un libro posterior de Pratchett (Mascarada), en el que un trabajador de una imprenta le dice a su jefe que habrá que repetir una página porque el grabador ha escrito "famine" con siete letras * 

## Traducciones
- Bons Averanys (catalán)
- Добрые предзнаменования (ruso)
- Добри поличби (búlgaro)
- Dobrá znamení (Checo)
- Hoge Omens: de oprechte en secure voorspellingen van Agnes Nutter, een heks (holandés)
- Head ended (estonio)
- Hyviä enteitä (finlandés)
- De bons présages (francés)
- Ein gutes Omen (alemán)
- Elveszett Próféciák (húngaro)
- Dobry Omen (polaco)
- Belas Maldições: As Belas e Precisas Profecías de Agnes Nutter, Bruxa (portugués brasileño)
- Bons Augúrios (portugués)
- Buenos Presagios, las buenas y acertadas profecías de Agnes la Chalada, bruja (español)
- Goda Omen (Sueco)
- Dobra predskazanja (serbio)
- בשורות טובות: נבואותיה הנחמדות והמדויקות של אגנס נאטר, מכשפה (hebreo)
- 멋진 징조들 (coreano)
- 好兆头 (chino)
- Buona Apocalisse a tutti! (italiano)
- Bir Kıyamet Komedisi (turco)

## Recepción
- Nominada a Mejor Novela, World Fantasy Award (1991)[10]
- Nominada a Mejor Novela de Fantasía, Locus Award (1991)[10]
- Premio especial Mir Fantastiki al "Libro más esperado" (2012)
- Ganadora de la encuesta a la "Mejor Novela Traducida" de FantLab.ru (2012)[11]

## Adaptación cinematográfica
Se vio varias veces la posibilidad de una adaptación cinematográfica. Se planeó el lanzamiento de una película dirigida por Terry Gilliam que finalmente no llegó a ningún resultado. Se rumoreó que se habían hecho castings a Johnny Depp para el personaje de Crowley y Robin Williams para Azirafel; sin embargo, Neil Gaiman declaró en su página web no tener información al respecto. Según una entrevista en mayo de 2006, Gilliam parecía seguir teniendo en mente el proyecto sin embargo no pasó de ser un comentario.
En enero de 2017, Amazon Prime Video anunció la adaptación televisiva de la novela, protagonizada por Michael Sheen y David Tennant  en los roles de Azirafel y Crowley respectivamente. La serie de televisión de Good Omens se estrenó el 31 de mayo de 2019 en la plataforma de streaming de Amazon con un total de seis episodios.

## Adaptación radiofónica
El 5 de septiembre de 2014, se confirmó que la BBC produciría una adaptación radiofónica de la novela, para ser emitida en BBC Radio 4 y que empezaría el 22 de diciembre de ese mismo año. Mark Heap y Peter Serafinowicz encabezaban el reparto, el cual incluía a  Louise Brealey, Phil Davis, Mark Benton, Colin Morgan, Paterson Joseph, Josie Lawrence, Jim Norton, Adam Thomas Wright and Hollie Burgess. Neil Gaiman y Terry Pratchett hicieron un cameo como una pareja de policías llamados "Neil" y "Terry". La serie se emitió en seis episodios empezando en diciembre de 2014.